# Jendrassik-Handgriff

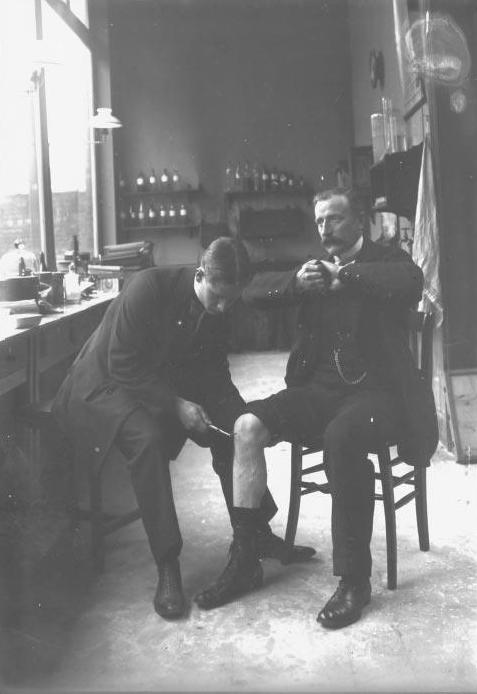
Jendrassik-Handgriff

Der Jendrassik-Handgriff (en. Jendrassik's maneuver) ist ein nach dem ungarischen Neurologen Ernő Jendrassik (1858–1921) benanntes Untersuchungsmanöver.
Durch muskuläre Anspannung der Arme werden die Beinreflexe erleichtert (gebahnt) und damit leichter prüfbar. Der Patient verschränkt die Hände und zieht sie kräftig auseinander; die Arme vor dem Oberkörper angewinkelt.
Analog lässt man den Patienten kräftig auf die Zähne beißen, wenn Reflexe der Arme geprüft werden sollen.
Die Bahnung kommt durch Konvergenz (Summierung) von zwei oder mehreren unterschwelligen Reizen zustande, die zu einer überschwelligen Depolarisation in den Motoneuronen führen.
Das Verfahren wird inzwischen auch in der Leistungsphysiologie verwendet, da der erhöhte Sehnenreflex auch den Dehnungs-Verkürzungs-Zyklus
und damit Schnellkraftleistungen begünstigt. Vor allem durch die (zum Teil pflichtmäßige) Verwendung von Zahnschutz ist der Jendrassik-Handgriff in der Zahnbiss-Variante besonders in Kampfsportarten gut erforscht.